# Corrigiola vulcanica
Corrigiola vulcanica är en kransörtsväxtart som beskrevs av Sergei Sergeevich Ikonnikov. Corrigiola vulcanica ingår i släktet skoremmar, och familjen kransörtsväxter. Inga underarter finns listade i Catalogue of Life.